# Igaraçu do Tietê
Igaraçu do Tietê is een gemeente in de Braziliaanse deelstaat São Paulo. De gemeente telt 24.124 inwoners (schatting 2009).

## Geografie

### Hydrografie
De plaats ligt aan de rivier de Tietê. Samen met het stuwmeer Represa de Barra Bonita maakt het deel uit van de gemeentegrens. De rivier de Lençóis mondt uit in de Tietê en is ook onderdeel van de gemeentegrens.

### Aangrenzende gemeenten
De gemeente grenst aan Areiópolis, Barra Bonita, Macatuba en São Manuel.

## Geboren in Igaraçu do Tietê
- Paulinho McLaren (1963), voetballer